# 마다가스카르땅거북

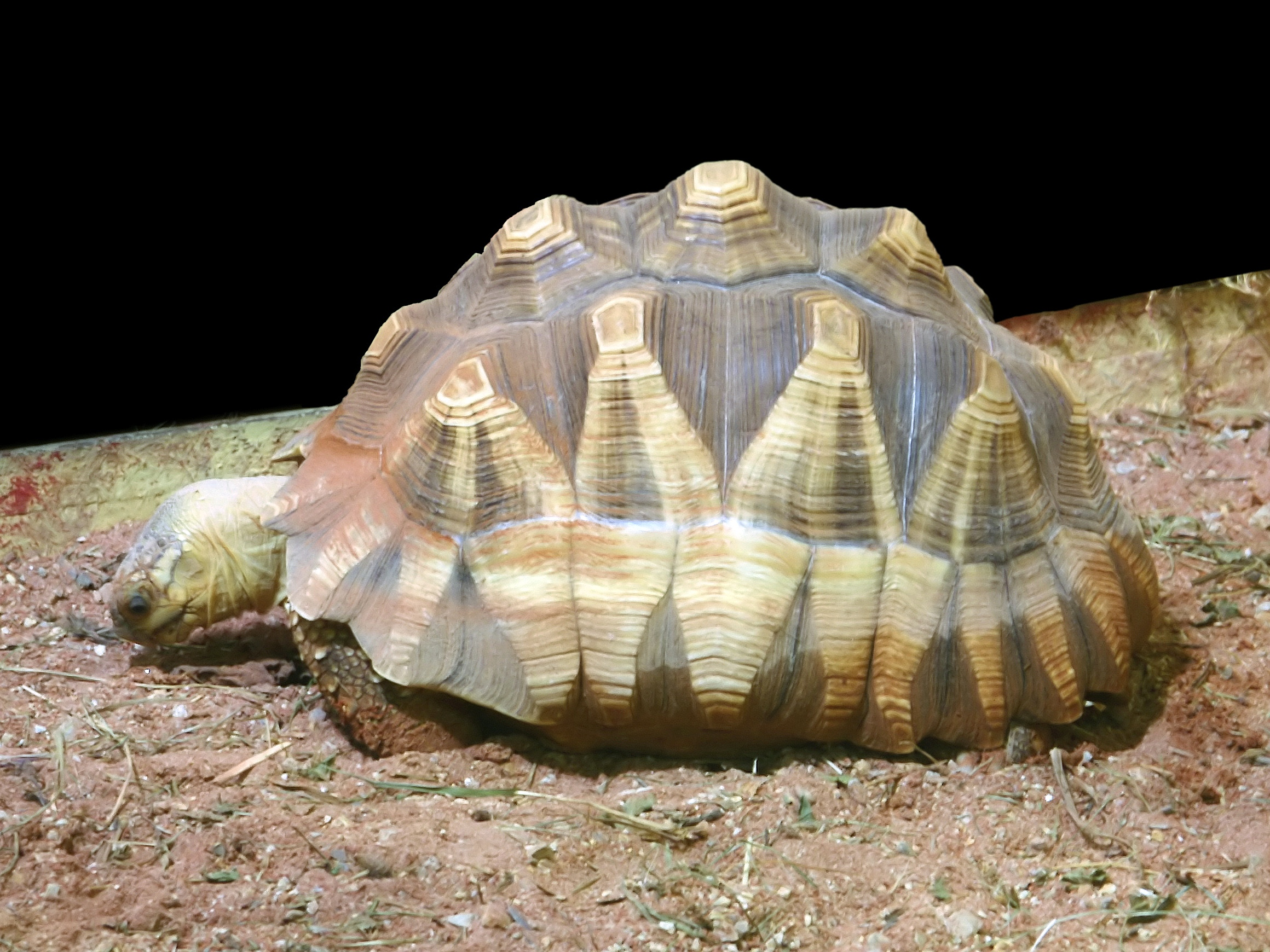

마다가스카르땅거북(학명:Geochelone yniphora)은 거북목 땅거북과에 속하는 거북이다. 몸길이는 60~70cm로서 중형의 크기를 가진 거북이다.

## 특징과 먹이
마다가스카르땅거북은 갑피가 매우 돔형의 특징을 가진 거북이다. 갑피는 밝은 갈색으로 덮여 있으며 각각의 조각에는 눈에 잘 띄는 성장 반지가 존재한다. 척추의 외부 부분은 어두운 갈색을 띄고 있으며 앞다리와 곡선이 목을 향하여 위쪽이나 앞쪽으로 투영되는 격자무스트론의 구형 뮤스트의 모습을 가진다. 일방적으로 수컷보다 암컷이 더 크게 자라나는 종이다. 또한 머리와 얼굴은 노란색을 띄고 있으며 눈의 색상도 어두운 남색을 띄고 있다. 먹이로는 식물의 씨앗, 잎, 열매, 수생식물과 같은 채식성의 먹이와 곤충, 물고기, 죽은 동물의 사체와 같은 육식성의 먹이까지 다양하게 섭취하는 잡식성의 거북이 된다.

## 서식지와 보호 활동
인도별거북의 서식지는 아프리카의 마다가스카르로 나무가 우거진 밀림과 맹그로브의 숲으로 이뤄진 연안에 주로 서식한다. 방사거북과 마다가스카르 큰머리 거북과 함께 마다가스카르에서만 서식하는 거북이다. 인도별거북은 무분별한 서식지의 파괴로 인하여 국제 자연 보전 연맹(IUDC)가 정한 멸종위기등급에서 위급의 등급을 가진 매우 심각한 멸종위기종으로 마다가스카르의 당국은 물론 국제적으로도 개체수의 보호를 받는 종이다.

## 같이 보기
- 거북
- 파충류
- 아프리카
- 마다가스카르